# 山田陽翔
山田 陽翔（やまだ はると、2004年5月9日 - ）は、滋賀県栗東市出身のプロ野球選手（投手）。右投右打。埼玉西武ライオンズ所属。

## 経歴

### プロ入り前
栗東市立治田西小学校1年生の時に野球を始め、栗東市立栗東西中学校在籍時では硬式野球のクラブチームである大津瀬田ボーイズでプレーした。
兄・優太も所属していた大阪桐蔭高等学校にスカウトされたが、近江高等学校に進学し、1年夏からベンチ入りした。2年夏には第103回全国高等学校野球選手権大会に出場し、背番号8ながら全試合で先発登板してベスト4進出に貢献。打撃でも3番を務め、神戸国際大附との準々決勝では本塁打を放った。同年秋から主将に就任したが、右肘を痛めて登板できず、近畿大会ではベスト8で敗退。3年春の第94回選抜高等学校野球大会には選出されていなかったが、新型コロナウイルスの集団感染により出場辞退した京都国際に代わり代替出場した。同大会では1回戦から準決勝まで4試合全連続で完投勝利を記録。大阪桐蔭との決勝でも先発登板したが、松尾汐恩に本塁打を打たれるなどして、3回途中で降板。チームも大敗し、優勝を逃した。同年夏の第104回全国高等学校野球選手権大会にも出場し、4勝を記録して前年に続きベスト4に進出。打撃では海星との3回戦で満塁本塁打を放った。甲子園大会通算11勝は松坂大輔、島袋洋奨と並ぶ歴代5位タイ、108奪三振は田中将大、斎藤佑樹らを上回る歴代4位の記録である。大会後にはWBSC U-18ワールドカップの日本代表に選出され、主将を務めた。その後、2022年9月21日にプロ志望届を提出し、10月20日のドラフト会議で埼玉西武ライオンズから5巡目指名を受け、11月13日に契約金2500万円、年俸700万円で入団に合意した（金額は推定）。背番号は36。担当スカウトは後藤光貴。

### 西武時代
2023年、2024年シーズンは一軍出場はなかった。2024年11〜12月に台湾で開催された2024アジアウインターベースボールリーグ (AWB) に派遣され、NPB WHITE（白）の選手として出場、救援登板をした。9試合で投球回数11、被安打5、19奪三振、14四死球、1勝1敗3ホールド、2失点（自責点1）、防御率0.82、WHIP1.73を記録。中継ぎ要員としてNPB WHITEの優勝に貢献した。
2025年3月に南郷キャンプに選ばれ、オープン戦に出場。0四死球と制球の良さをアピール。キャンプ前には平良海馬と自主トレをし、自身の投球フォームを矯正する。3月29日、初めて一軍登録され、4月3日の東北楽天ゴールデンイーグルス戦（楽天モバイルパーク宮城）で、7回裏に中継ぎとして登板しプロ初登板を1回無失点に抑える。4月27日、対オリックス・バファローズ戦（ベルーナドーム）では同点の8回表に登板し1回を無失点に抑えプロ初ホールドが記録される。5月17日、対オリックス・バファローズ戦（ベルーナドーム）、延長10回表に登板し1回を無失点に抑え、延長10回裏にチームがサヨナラ勝ちを収めたことで、山田にプロ初勝利が記録された。

## 選手としての特徴・人物
最速152km/hのストレートにカーブ、スライダー、ツーシーム、フォークを操る。打者としても高校通算31本塁打を記録している。

## 家族
3歳年上の兄・優太も野球選手で、大阪桐蔭高等学校、日本体育大学でプレーした。

## 詳細情報

### 記録

#### 初記録
投手記録
- 初登板：2025年4月3日、対東北楽天ゴールデンイーグルス1回戦（楽天モバイルパーク宮城）、7回裏に4番手で救援登板、1回無失点[16]
- 初奪三振：2025年4月6日、対福岡ソフトバンクホークス3回戦（みずほPayPayドーム福岡）、5回裏に廣瀨隆太から空振り三振
- 初ホールド：2025年4月27日、対オリックス・バファローズ2回戦（ベルーナドーム）、8回表に2番手で救援登板、1回無失点[17]
- 初勝利：2025年5月17日、対オリックス・バファローズ8回戦（ベルーナドーム）、10回表に3番手で救援登板・完了、1回無失点[18]
- 初セーブ：2025年7月29日、対オリックス・バファローズ14回戦（京セラドーム大阪）、10回裏に5番手で救援登板・完了、1回無失点[22]

### 背番号
- 36（2023年[12] - ）

### 代表歴
- 2022 WBSC U-18ワールドカップ 日本代表